# José María Morelos (La Trinitaria)
José María Morelos es una localidad del estado mexicano de Chiapas. Es parte del municipio de La Trinitaria.

## Toponimia
El nombre de la localidad rinde homenaje a José María Morelos, héroe de la Independencia de México.

## Demografía
| Gráfica de evolución demográfica |
|                                  |

| Censo | Población |
| ----- | --------- |
| 1900  | 390       |
| 1910  | 207       |
| 1921  | —         |
| 1930  | 220       |
| 1940  | 632       |
| 1950  | 561       |
| 1960  | 907       |
| 1970  | 1 134     |
| 1980  | 1 561     |
| 1990  | 2 278     |
| 2000  | 2 441     |
| 2010  | 2 601     |
| 2020  | 2 797     |